# Morane-Saulnier Type H
Pour les articles homonymes, voir Morane-Saulnier et H.
Le Morane-Saulnier Type H est un avion de sport monoplan du constructeur aéronautique français Morane-Saulnier, et un avion de chasse de la Première Guerre mondiale. Il est présenté au salon de l'aviation du Grand Palais de Paris 1912, et fabriqué jusqu'en 1915. 

## Histoire
Le Type H est un dérivé monoplace à envergure légèrement réduite, du célèbre Morane-Saulnier Type G (lui-même dérivé du premier Morane-Saulnier Type A de 1911) conçus par Robert et Léon Morane et Raymond Saulnier à Puteaux. 

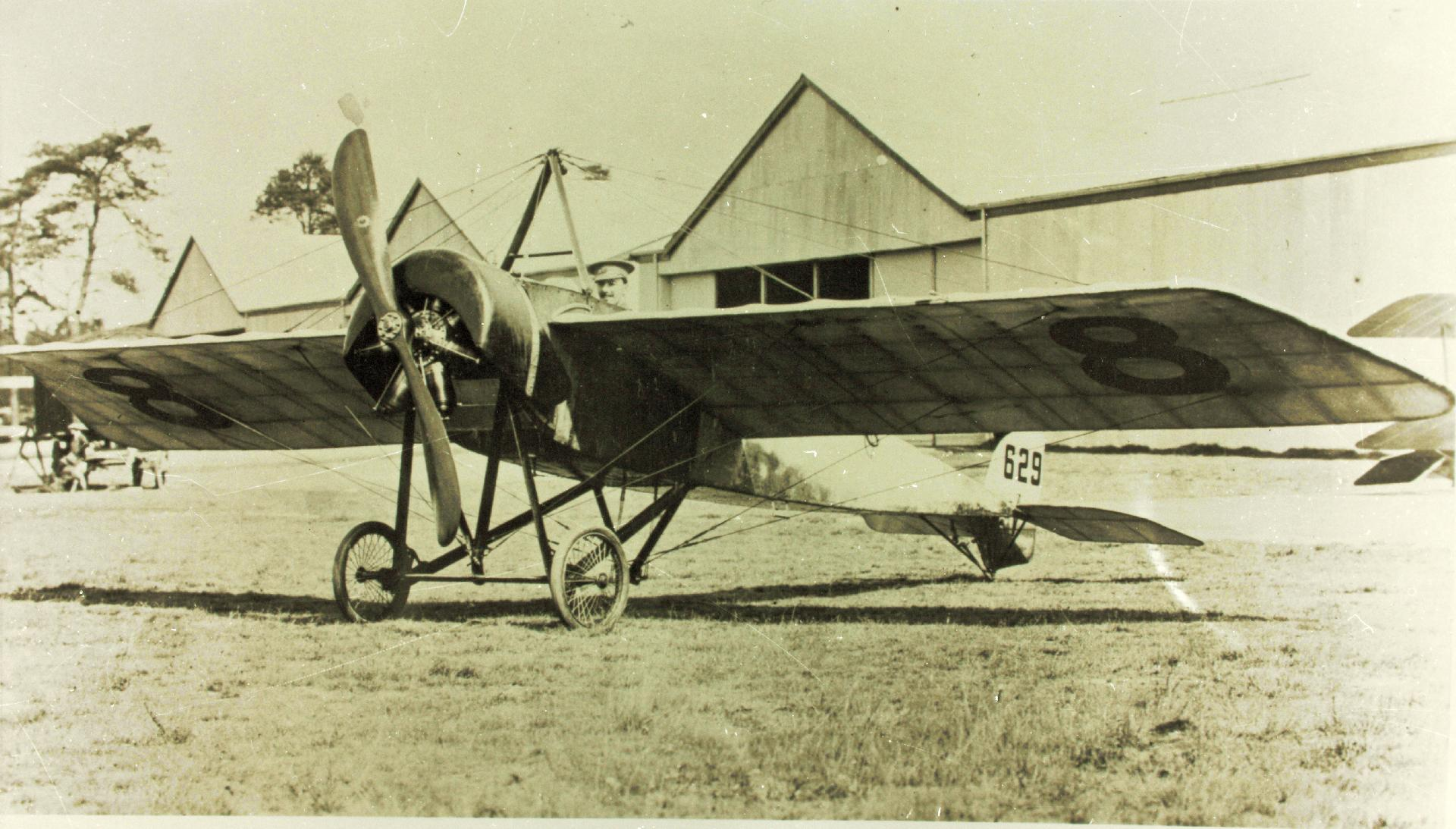
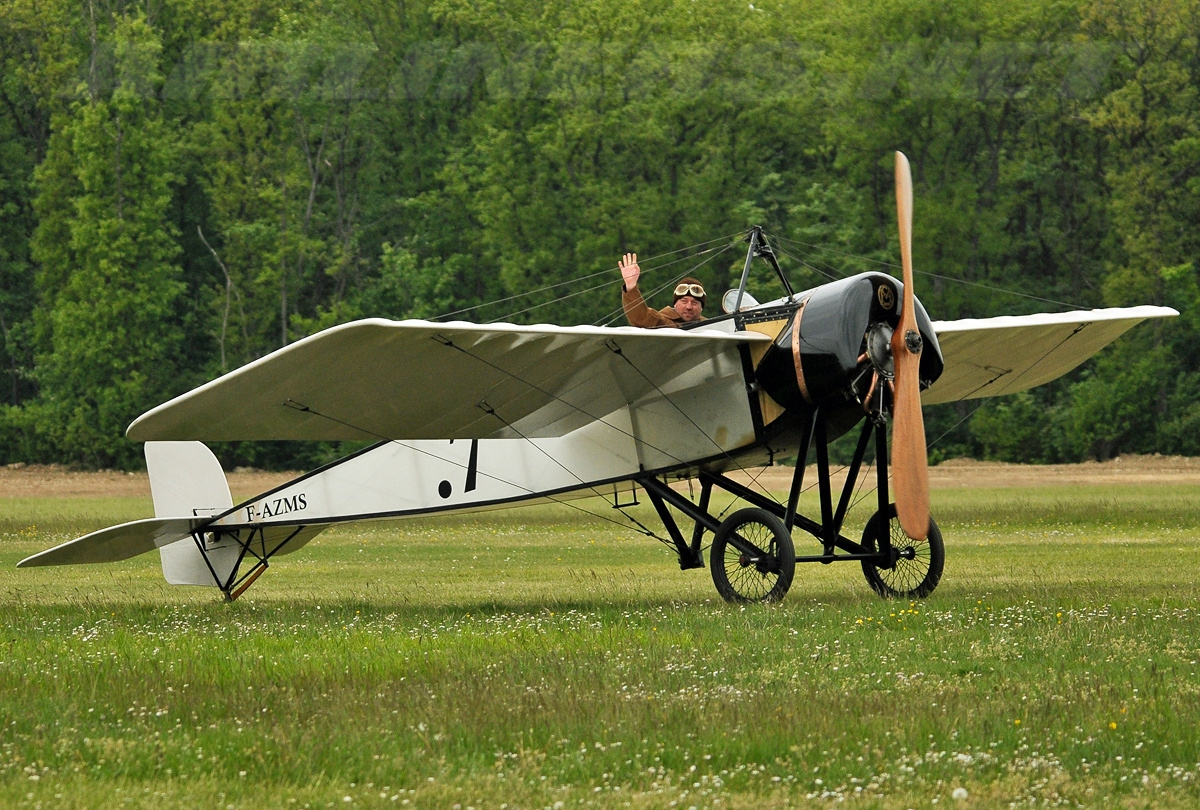
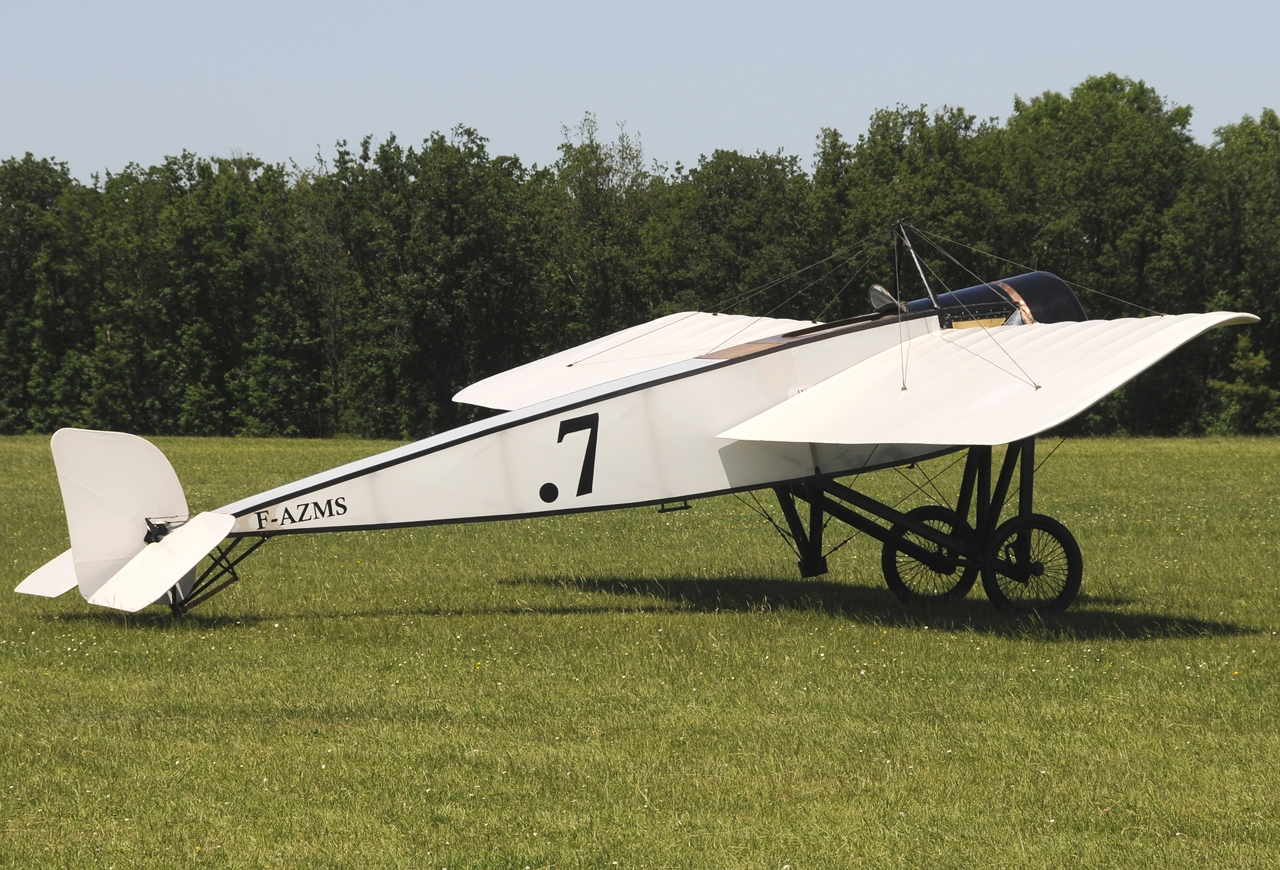

Il est entièrement construit en bois, toile tendue et câbles en acier. Comme le Type G, sa légèreté associée à un moteur puissant le rend très populaire parmi les pilotes qui l’utilisent pour accomplir des performances et des exploits, avec une vitesse de croisière de près de 120 km/h à l’heure.
À la suite de la première traversée aérienne historique de la Manche par Louis Blériot et son Blériot XI, du 25 juillet 1909, Roland Garros entre à son tour dans la légende de l'histoire de l'aviation en réalisant la première traversée aérienne historique de la mer Méditerranée sans escale, du 23 septembre 1913, en 7 heures et 53 min, entre Fréjus et Bizerte en Tunisie, via la Corse et la Sardaigne, soit un vol de 700 km dont 500 km au-dessus de la mer. 
En mars 1913, l'aviateur Suisse Edmond Audemars remplace son Blériot XI par un Morane H qu'il utilisera jusqu'en aout 1914 date à laquelle il le vend aux troupes d'aviation suisses qui l'utilisent pour la formation au combat. L'appareil, très apprécié, sera arrêté de vol en 1919, stocké sur un aérodrome et détruit dans les années 1930. 

## Première Guerre mondiale
Le ministère des Armées passe commande de 26 Type H pour l'Armée de l'air française, dont certains serviront dans les premières phases de la Première Guerre mondiale, en tant qu'avion de chasse monoplace armé de mitrailleuse fixe tirant vers l'avant (premiers à être ainsi armés).
Il est utilisé ou fabriqué sous licence ou simplement copié entre autres par le Royaume-Uni, Belgique, Danemark, Suisse, Empire allemand (Fokker Eindecker), Autriche-Hongrie, Portugal, Empire russe, et Empire ottoman.

## Quelques records
- 1912 : Record d'altitude à 5 610 m le 11 décembre par Roland Garros et son Type H personnel[4].
- 1913 : Gustav Hamel remporte le 2e Derby Aérien de Londres, le 14 juin, à la moyenne de 122 km/h.
- 1913 : première traversée aérienne historique de la mer Méditerranée sans escale, le 23 septembre, par Roland Garros, entre Fréjus et Bizerte en Tunisie, via la Corse et la Sardaigne, soit un vol de 700 km dont 500 km au-dessus de la mer, en 7 heures et 53 minutes[5].